# 仁獻王后
仁獻王后 具氏（韓語：인헌왕후 구씨，1578年—1626年），本貫綾城，綾安府院君具思孟與平山府夫人申氏的第五女。朝鲜王朝追尊王元宗李琈（1580年－1619年）的正室，仁祖的生母。

## 生平
宣祖十一年四月十七日誕生，二十三年（1590年）與定遠君李琈成婚，封「連珠郡夫人」。仁祖即位後進封府夫人，上宮號「啓運」，稱「啓運宮」。仁祖四年正月十四日薨於慶德宮會祥殿，享年四十九歲。仁祖十年追尊為王后，全稱「敬懿貞靖仁獻王后」，葬章陵。

## 家族

### 具氏家族
| 关系   | 姓名           | 生卒年         | 备注                                                                                         |
| ------ | -------------- | -------------- | -------------------------------------------------------------------------------------------- |
| 高祖   | 具壽永         | 1456年－1523年 |                                                                                              |
| 高祖母 | 吉安縣主       | 1457年－1519年 | 永膺大君李琰之女。                                                                           |
| 曾祖   | 具希璟         |                | 具壽永次子。                                                                                 |
| 曾祖母 | 居昌慎氏       |                | 贈貞夫人，慎承善之孫女、慎守謙之女。 姑母为燕山君废妃慎氏，堂姐妹为朝鲜中宗元妃端敬王妃。    |
| 祖父   | 具淳           | 1507年－1551年 |                                                                                              |
| 祖母   | 全州李氏       | 1506年－1572年 | 贈貞敬夫人，義新君李澄源（太宗玄孫）之女。                                                   |
| 伯父   | 具思顔         | 1523年－1562年 | 綾原君，具淳長子。                                                                           |
| 伯母   | 孝順公主李玉莲 |                | 中宗与文定王后之女。                                                                         |
| 父     | 具思孟         | 1531年－1604年 | 字景時，號八谷，贈領議政、綾安府院君，諡文懿                                                 |
| 前母   | 淸州韓氏       | 1532年－1554年 | 韓克恭之女，西原府夫人，早卒無子女                                                           |
| 生母   | 平山申氏       | 1538年－1595年 | 平山府夫人。                                                                                 |
| 兄     | 具宬           | 1558年－1618年 |                                                                                              |
| 侄子   | 具仁垕         | 1578年－1658年 | 綾川府院君、忠武公。                                                                         |
| 兄     | 具宖           |                |                                                                                              |
| 兄     | 具容           | 1569年－1601年 |                                                                                              |
| 兄     | 具宏           | 1577年－1642年 |                                                                                              |
| 姊     | 具敬婉         | 1563年－1620年 | 貞敬夫人，适沈㤿（1563年－1609年，玉果縣監，後贈純忠積德秉義補祚功臣、領議政、青川府院君）。 |
| 姊     | 具孝婉         | 1567年－1641年 | 貞敬夫人，适洪憙（1564年－1637年，贈領議政、益平府院君）。                                   |
| 姊     | 具靜婉         |                | 适權裕男。                                                                                   |
| 姊     | 具莊婉         |                | 适金德望。                                                                                   |
| 妹     | 具慎婉         |                | 适李璞。                                                                                     |
| 夫     | 元宗大王李琈   |                |                                                                                              |
| 长子   | 仁祖大王李倧   | 1595年－1649年 | 朝鲜第16代国王。                                                                             |
| 次子   | 綾原大君李俌   | 1598年－1656年 |                                                                                              |
| 三子   | 綾昌大君李佺   | 1599年－1615年 |                                                                                              |

### 外家
| 关系     | 姓名     | 生卒           | 备注                     |
| -------- | -------- | -------------- | ------------------------ |
| 外高祖   | 申末平   |                |                          |
| 外高祖母 | 安東權氏 |                | 權擥之女。               |
| 外曾祖   | 申鏛     |                |                          |
| 外曾祖母 | 全州李氏 |                | 富林君李湜之女。         |
| 外祖父   | 申華國   | 1517年－1578年 |                          |
| 外祖母   | 坡平尹氏 |                | 尹懷貞之女，贈貞敬夫人。 |
| 舅父     | 申礏     | 1543年－1592年 | 字仲峻。                 |
| 舅父     | 申砬     | 1546年－1592年 | 字立之。                 |
| 表兄     | 申景禛   | 1575年－1643年 | 仁祖朝領議政。           |
| 表姊妹   | 平山申氏 |                | 郡夫人，信城君李珝之妻。 |
| 舅父     | 申硈     | 1555年－1592年 | 字仲堅。                 |

## 附註
1. ↑  《容齋先生集·吉安縣主李氏墓誌銘》
2. ↑  《八谷先生集·先妣貞敬夫人全州李氏壙中記》
3. ↑  《頤庵先生遺稿·綾原君具公墓誌銘》
4. ↑  《列聖王妃世譜》
5. ↑  《列聖王妃世譜》
6. ↑  《澤堂先生集·外姑贈貞敬夫人具氏墓誌銘》
7. ↑  《牧谷集·同敦寧洪公墓碣銘》
8. ↑  仁獻王后的姊妹之名，出自《璿源錄》
9. ↑  《二樂亭集·申經歷夫妻合葬墓誌銘》
10. ↑  《默齋集·申知事墓誌銘》
11. ↑  《丈巖先生集·故監役申公墓碣》